# Ngọc Thoa
Ngọc Thoa là diễn viên kịch, truyền hình của Việt Nam. Bà được biết đến nhiều qua phim ảnh, với những vai mẹ chồng, bà nội hiền lành.

## Tiểu sử
Sinh năm 1941 tại làng Hành Thiện, huyện Xuân Trường, tỉnh Nam Định và lớn lên tại Hải Phòng. Thời trẻ bà yêu thích vở kịch "Luba" của Nhà hát kịch Việt Nam khi họ diễn tại Hải Phòng, nên bà quyết tâm theo con đường nghệ thuật.

## Sự nghiệp
Ngọc Thoa thi vào Nhà hát Kịch Việt Nam với sự giảng dạy của các nghệ sĩ tên tuổi như Bích Lân, Đình Quang, Nguyễn Đình Nghi. Năm 1964, Nhà hát Kịch Việt Nam dựng vở "Người đứng gác dưới ánh đèn neon" dưới sự giúp đỡ của chuyên gia Trung Quốc, vai A Hương ban đầu được giao cho một nghệ sĩ khác nhưng sau đó, đạo diễn nước bạn lại yêu cầu thay vai. Ngọc Thoa đã không ngần ngại xung phong được đảm nhiệm vai này. Vở diễn ra mắt khán giả và gây tiếng vang lớn.
Năm 1989, bà tham gia điện ảnh với bộ phim hài Người cầu may của đạo diễn Tự Huy.
Năm 2012, sau khi được bạn bè động viên, bà nộp hồ sơ xét duyệt và được phong độ danh hiệu Nghệ sĩ Ưu tú.

## Đời tư
NSƯT Ngọc Thoa kết hôn với NSƯT Dương Viết Bát và có hai con gái, một trong số đó là Dương Thị Bảo Ngọc -phó giám đốc Kênh truyền hình VOV. Năm 1998, bà được đạo diễn Đỗ Thanh Hải mời đóng vai bà Vi trong Của để dành, nhưng bà từ chối vì muốn chăm sóc chồng; nghệ sĩ Dương Viết Bát mất trong cùng năm.

## Tác phẩm

### Điện ảnh
| Năm phát hành | Tựa đề                  | Vai diễn | Đạo diễn        | Ghi chú |
| ------------- | ----------------------- | -------- | --------------- | ------- |
| 1989          | Người cầu may           | Bà Khiển | Tự Huy          |         |
| 1991          | Canh bạc                | mẹ Mai   | Lưu Trọng Ninh  |         |
| 1994          | Người yêu đi lấy chồng  |          | Vũ Châu         |         |
| 1995          | Thương nhớ đồng quê     | Mẹ Nhâm  | Đặng Nhật Minh  |         |
| 2002          | Tết này ai đến xông nhà | Mẹ Thi   | Trần Lực        |         |
| 2009          | Chơi vơi                |          | Bùi Thạc Chuyên |         |

### Truyền hình
| Năm phát hành | Tựa đề                         | Vai diễn                     | Đạo diễn                                           | Phát hành | Ghi chú              |
| ------------- | ------------------------------ | ---------------------------- | -------------------------------------------------- | --------- | -------------------- |
| 1994          | Cuốn sổ ghi đời                |                              | Tất Bình                                           | VTV       | Điện ảnh truyền hình |
| 1994          | Mẹ chồng tôi                   |                              | Khải Hưng                                          | VTV       | Điện ảnh truyền hình |
| 1995          | Nước mắt đàn bà                |                              | Trịnh Thanh                                        | VTV       | Điện ảnh truyền hình |
| 1995          | Trở lại bến xưa                |                              | Bùi Cường                                          | VTV       | Điện ảnh truyền hình |
| 1995          | Câu chuyện 20 năm              |                              | Lê Phương                                          | VTV       | Điện ảnh truyền hình |
| 1995          | Những người sống bên tôi (1+2) | bà Đoán (mẹ Thi)             | Tất Bình                                           | VTV       | Phim dài tập         |
| 1996          | Những người sống bên tôi (1+2) | bà Đoán (mẹ Thi)             | Tất Bình                                           | VTV       | Phim dài tập         |
| 1997          | Còn mãi một tình yêu           | Cô Thảo                      | Đỗ Thanh Hải                                       | VTV1      | Điện ảnh truyền hình |
| 1997          | Mây trắng ánh sao              | Mẹ On                        |                                                    | VTV3      | Điện ảnh truyền hình |
| 1997          | Huyền thoại chợ tình           |                              | Trần Lực                                           | VTV3      | Điện ảnh truyền hình |
| 1997          | Nụ tầm xuân                    | Mẹ Bích                      | Bạch Diệp                                          | VTV3      | Phim ngắn tập        |
| 1997          | Giọt nước mắt giữa hai thế kỷ  | Bà Đường                     | Trần Phương, Nguyễn Thế Vinh                       | HN        | Điện ảnh truyền hình |
| 1998          | Chuyện tình của tôi            | Bà mẹ                        | Xuân Sơn                                           | VTV3      | Điện ảnh truyền hình |
| 1998          | Sa ngã                         |                              | Nguyễn Anh Dũng                                    | VTV3      | Điện ảnh truyền hình |
| 1998          | Sau lũy tre làng               | Bà Thậm                      | Vũ Phạm Từ                                         | VTV3      | Điện ảnh truyền hình |
| 1998          | Gà Ô Tử Mị                     |                              | Đoàn Quốc Thắng                                    | VTV3      | Điện ảnh truyền hình |
| 1999          | Về Quê                         | Bà Hiên                      | Xuân Hồng                                          | VTV1      | Điện ảnh truyền hình |
| 1999          | Dòng sông Lô vẫn trôi          | Bà Ty vợ ông Đức             | Nguyễn Hinh Anh                                    | VTV1      |                      |
| 1999          | Người thổi tù và hàng tổng     |                              | Phi Tiến Sơn                                       | VTV3      | Phim ngắn tập        |
| 1999          | Nắng hoàng hôn                 | Bà Tâm                       | Trọng Trinh                                        | VTV3      | Điện ảnh truyền hình |
| 1999          | Đường tới thiên đàng           | Bà ngoại                     | Bạch Diệp                                          | VTV3      | Điện ảnh truyền hình |
| 2000          | Thám tử gặp may                | Bà Minh                      | Quốc Trọng                                         | VTV3      | Điện ảnh truyền hình |
| 2000          | Ngọn đèn trước gió             | Bà Mẹ                        | NSND Bùi Cường                                     | VTV1      | Điện ảnh truyền hình |
| 2000          | Ước nguyện trước hoàng hôn     | Bà Nhân                      | Trần Bích Ngọc, Trần Trung Nhàn                    | HN        | Điện ảnh truyền hình |
| 2001          | Nghệ sĩ giải hạn               | Bà Quýt                      | Nguyễn Anh Tuấn                                    | VTV3      | Điện ảnh truyền hình |
| 2001          | Bến nước đời người             | Bà Én                        | Trần Phương                                        | VTV1      | Phim ngắn tập        |
| 2001          | Kẻ không cầu may               |                              | Bạch Diệp                                          | VTV3      | Phim ngắn tập        |
| 2001          | Không giống ai                 | Bà Thuần                     | Nguyễn Hữu Phần                                    | VTV3      | Điện ảnh truyền hình |
| 2002          | Quỳnh Chi & Lệ Chi             | Mẹ Bảo Trung                 | Cao Mạnh                                           | VTV3      | Điện ảnh truyền hình |
| 2002          | Gửi đến mai sau                |                              | Hà Lê Sơn                                          | VTV3      | Điện ảnh truyền hình |
| 2002          | Vụ án chiếc lư đồng            |                              |                                                    | VTV3      | Điện ảnh truyền hình |
| 2002          | Của chìm của nổi               | Bà Toại                      | Nguyễn Thế Hồng                                    | VTV3      | Phim ngắn tập        |
| 2002          | Những ngọn nến trong đêm       | Bà ngoại Trúc                | Đỗ Đức Thành - Vũ Hồng Sơn                         | VTV3      | Phim dài tập         |
| 2003          | Vị tướng tình báo và hai bà vợ | Bà Lễ                        | Bùi Cường                                          |           | Phim dài tập         |
| 2003          | Về quê ăn Tết                  |                              | Nguyễn Hữu Phần                                    | VTV3      | Điện ảnh truyền hình |
| 2003          | Gió ngược chiều                | Bà Hòe                       | Bùi Huy Thuần                                      | VTV3      | Phim ngắn tập        |
| 2004          | Thế giới không có đàn bà       | Mẹ Lân                       | Vũ Minh Trí                                        | VTV3      | Cảnh sát hình sự     |
| 2004          | Hoa Xuyến Chi                  |                              | Nguyễn Hữu Luyện                                   | VTV3      | Điện ảnh truyền hình |
| 2004          | Những cánh hoa mong manh       | Bà Tân                       | Vũ Minh Trí                                        | VTV3      | Điện ảnh truyền hình |
| 2005          | Tia nắng mong manh             | Bà Lành                      | Bạch Diệp                                          | VTV3      | Phim ngắn tập        |
| 2009          | Đi qua bóng tối                | Bà Sương                     | Vũ Minh Trí                                        | VTV1      | Phim dài tập         |
| 2011          | C13 đón tết                    | Bà cụ                        | Đào Duy Phúc                                       | VTV1      | Điện ảnh truyền hình |
| 2011          | Cầu vồng tình yêu              | Bà Ngoan                     | Vũ Hồng Sơn - Trọng Trinh - Bùi Tiến Huy           | VTV3      | Phim dài tập         |
| 2011          | Nếu chỉ là giấc mơ             |                              | Nguyễn Tiến Dũng - Trần Quang Vinh                 | VTV3      | Phim dài tập         |
| 2012          | Hai phía chân trời             | Mẹ Minh                      | Trần Quốc Trọng - Vũ Trường Khoa                   | VTV1      | Phim dài tập         |
| 2012          | Tết siêu tiết kiệm             |                              | Nguyễn Mạnh Hà                                     | VTV1      | Phim ngắn tập        |
| 2014          | Heo may về qua phố             |                              | Nguyễn Danh Dũng                                   | VTV3      | Phim dài tập         |
| 2015          | Viết tiếp bản tình ca          |                              | Vũ Minh Trí                                        | VTV3      | Phim ngắn tập        |
| 2016          | Ngự lâm không kiếm             | Bà ngoại                     | Trần Chí Thành                                     | VTV1      | Phim dài tập         |
| 2017          | Sống chung với mẹ chồng        | Bà nội Thanh                 | Vũ Trường Khoa                                     | VTV1      | Phim dài tập         |
| 2019          | Mê cung                        | Mẹ Đồng Vĩnh                 | Nguyễn Khải Anh - Trần Trọng Khôi                  | VTV3      | Phim dài tập         |
| 2022          | Đấu trí                        | Mẹ vợ ông Giang              | Nguyễn Danh Dũng - Bùi Quốc Việt - Nguyễn Đức Hiếu | VTV1      | Phim dài tập         |
| 2023          | Dưới bóng cây hạnh phúc        | Mẹ ông Mạnh (Chủ tịch huyện) | Vũ Trường Khoa                                     | VTV1      | Phim dài tập         |
| 2024          | Những nẻo đường gần xa         | Bà nội Yên                   | Nguyễn Mai Hiền                                    | VTV1      | Phim dài tập         |

## Giải thưởng
- Đề cử Diễn viên nữ ấn tượng của giải thưởng VTV Awards 2017.